# Diecezja Gregorio de Laferrère
Diecezja Gregorio de Laferrère (łac. Dioecesis Gregorii de Laferrere) – diecezja Kościoła rzymskokatolickiego w Argentynie. Należy do metropolii Buenos Aires. Została erygowana 25 listopada 2000.